# FK Đerdap Kladovo
FK Đerdap (srpski: ФК Ђердап) srbijanski je nogometni klub iz Kladova, Borski okrug. 

U sezoni 2024./25. nastupa u Srpskoj ligi Istok, trećem rangu srbijanskog nogometnog sustava.
Klub je dobio ime po Đerdapu.

## O klubu
Klub je osnovan 1932. godine. Tijekom 1980-ih natjecao se u Prvoj srpskoj nogometnoj ligi, trećem rangu SFRJ.
U sezoni 2012./13. Đerdap je završio na drugom mjestu Pomoravsko-timočke zone, pa je s drugoplasiranom ekipom Niške zone (Sloga Leskovac) igrao doigravanje za ulazak u Srpsku ligu Istok. Đerdap je u prvom susretu doigravanja poražen u gostima 2:1, ali je kod kuće slavio 1:0 i tako osigurao plasman u Srpsku ligu Istok, gdje je posljednji put nastupio u sezoni 2006./07.

## Prvenstva
| Sezona    | Razred | Liga                    | Broj momčadi | Mjesto | Napomena |
| --------- | ------ | ----------------------- | ------------ | ------ | -------- |
| 2005./06. | III.   | Srpska liga Istok       | 18           | 10.    | link     |
| 2006./07. | III.   | Srpska liga Istok       | 18           | 17.    | link     |
| 2007./08. | IV.    | Pomoravsko-timočka zona | 18           | 14.    | link     |
| 2008./09. | IV.    | Pomoravsko-timočka zona | 18           | 2.     | link     |
| 2009./10. | IV.    | Pomoravsko-timočka zona | 18           | 6.     | link     |
| 2010./11. | IV.    | Pomoravsko-timočka zona | 16           | 10.    | link     |
| 2011./12. | IV.    | Pomoravsko-timočka zona | 16           | 4.     | link     |
| 2012./13. | IV.    | Pomoravsko-timočka zona | 16           | 2.     | link     |
| 2013./14. | III.   | Srpska liga Istok       | 16           | 6.     | link     |
| 2014./15. | III.   | Srpska liga Istok       | 16           | 15.    | link     |
| 2015./16. | IV.    | Zona Istok              | 16           | 7.     | link     |
| 2016./17. | IV.    | Zona Istok              | 15           | 12.    | link     |
| 2017./18. | IV.    | Zona Istok              | 16           | 4.     | link     |
| 2018./19. | IV.    | Zona Istok              | 16           | 11.    | link     |
| 2019./20. | IV.    | Zona Istok              | 16           | 6.     | link     |
| 2020./21. | IV.    | Zona Istok              | 16           | 6.     | link     |
| 2021./22. | IV.    | Zona Istok              | 16           | 5.     | link     |
| 2022./23. | IV.    | Zona Istok              | 15           | 1.     | link     |
| 2023./24. | III.   | Srpska liga Istok       | 16           | 9.     | link     |
| 2024./25. | III.   | Srpska liga Istok       | 16           |        | link     |

## Poveznice
- Profil na srbijasport.net